# エグズーマ・アンド・キーズ
エグズーマ・アンド・キーズ（英語: Exuma）はバハマの県である。県都はジョージ・タウン。

## 隣接行政区画
- ブラック・ポイント
- ニュープロビデンス島
- ロング島

## 島
- グレート・エグズーマ島
- リトル・エグズーマ島
- Shroud Cay
- Hawksbill Cay
- Hog Cay

## 交通
- エグズーマ国際空港（英語版）